# Hans Kelz
Hans Kelz (ur. 10 grudnia 1899, zm. ?) – SS-Brigadeführer, dowódca Selbstschutzu w 1939 roku, generał SS.

## Życiorys
Nr. SS: 23 475, numer w NSDAP: 6 993. W początku II wojny światowej był Oberfuhrerem SS, dowódcą II Okręgu Centralnego Selbstschutzu z siedzibą w Poznaniu. Odznaczony Krzyżem Żelaznym 1 klasy w 1939 roku. 9 listopada 1943 awansowany na SS-Brigadeführera (Abschnitte-SS).